# Say You, Say Me
"Say You, Say Me" là một bài hát của nghệ sĩ thu âm người Mỹ Lionel Richie được sáng tác và sử dụng cho bộ phim năm 1985 White Nights, mặc dù nó không xuất hiện trong album nhạc phim của bộ phim bởi hãng đĩa của Richie không muốn đĩa đơn đầu tiên của ông kể từ album Can't Slow Down (1983) xuất hiện trên một bản thu âm của một hãng khác. Bài hát sau đó xuất hiện trong album phòng thu thứ ba của Richie, Dancing on the Ceiling (1986). Nó được phát hành vào ngày 29 tháng 10 năm 1985 như là đĩa đơn đầu tiên trích từ album bởi Motown Records. Bài hát được viết lời và sản xuất bởi Richie, bên cạnh sự tham gia đồng sản xuất từ James Anthony Carmichael, cộng tác viên quen thuộc xuyên suốt sự nghiệp của nam ca sĩ. "Say You, Say Me" là một bản R&B ballad xen kẽ với những âm hưởng từ soft rock ở giữa bài hát, mang nội dung đề cập đến sự tin tưởng giữa một người đàn ông và một người phụ nữ trong tình yêu.
Sau khi phát hành, "Say You, Say Me" nhận được những phản ứng tích cực từ các nhà phê bình âm nhạc, trong đó họ đánh giá cao chất giọng của Richie, nội dung lời bài hát cũng như quá trình sản xuất nó. Ngoài ra, bài hát còn gặt hái nhiều giải thưởng và đề cử tại những lễ trao giải lớn, bao gồm chiến thắng giải Quả cầu vàng lẫn Oscar cho Bài hát gốc xuất sắc nhất vào năm 1986. "Say You, Say Me" cũng tiếp nhận những thành công vượt trội về mặt thương mại, đứng đầu các bảng xếp hạng ở Canada, Phần Lan, Na Uy, Tây Ban Nha, Thụy Điển và Thụy Sĩ, và lọt vào top 10 ở hầu hết những quốc gia nó xuất hiện, bao gồm vươn đến top 5 ở những thị trường lớn như Úc, Bỉ, Ireland, Ý và Hà Lan. Tại Hoa Kỳ, nó đạt vị trí số một trên bảng xếp hạng Billboard Hot 100 trong bốn tuần liên tiếp, trở thành đĩa đơn quán quân thứ năm và cũng là gần nhất của Richie, đồng thời trở thành đĩa đơn thứ mười liên tiếp của ông vươn đến top 10 tại đây.
Video ca nhạc cho "Say You, Say Me" được đạo diễn bởi Taylor Hackford, trong đó bao gồm những cảnh Richie trình diễn bài hát trong một khán phòng với những hiệu ứng đèn được thay đổi liên tục, xen kẽ với những hình ảnh White Nights. Để quảng bá bài hát, nam ca sĩ đã trình diễn nó trên nhiều chương trình truyền hình và lễ trao giải lớn, bao gồm The Des O'Connor Show, Top of the Pops và giải Oscar lần thứ 58, cũng như trong nhiều chuyến lưu diễn của ông. Kể từ khi phát hành, "Say You, Say Me" đã được hát lại và sử dụng làm nhạc mẫu bởi nhiều nghệ sĩ, như Paul Mauriat, "Weird Al" Yankovic, Rihanna và Jason Aldean, cũng như xuất hiện trong nhiều tác phẩm điện ảnh và truyền hình, bao gồm Family Guy, The Hogan Family, Rio và The Simpsons. Ngoài ra, bài hát còn nằm trong nhiều album tuyển tập trong sự nghiệp của Richie, như Back to Front (1992), Truly: The Love Songs (1997) và The Definitive Collection (2003).

## Danh sách bài hát
Đĩa 7"
1. "Say You, Say Me" – 4:03
2. "Can't Slow Down" (không lời) – 4:40

## Xếp hạng
| Bảng xếp hạng (1985-86)                               | Vị trí cao nhất |
| ----------------------------------------------------- | --------------- |
| Úc (Kent Music Report)                                | 3               |
| Áo (Ö3 Austria Top 40)                                | 6               |
| Bỉ (Ultratop 50 Flanders)                             | 2               |
| Canada (RPM)                                          | 1               |
| Canada Adult Contemporary (RPM)                       | 1               |
| Châu Âu (European Hot 100 Singles)                    | 1               |
| Phần Lan (Suomen virallinen lista)                    | 1               |
| Pháp (SNEP)                                           | 4               |
| Đức (Official German Charts)                          | 12              |
| Hy Lạp (IFPI)                                         | 2               |
| Ireland (IRMA)                                        | 3               |
| Ý (FIMI)                                              | 3               |
| Hà Lan (Dutch Top 40)                                 | 2               |
| Hà Lan (Single Top 100)                               | 1               |
| New Zealand (Recorded Music NZ)                       | 8               |
| Na Uy (VG-lista)                                      | 1               |
| Ba Lan (LP3)                                          | 7               |
| Nam Phi (Springbok)                                   | 1               |
| Tây Ban Nha (AFYVE)                                   | 1               |
| Thụy Điển (Sverigetopplistan)                         | 1               |
| Thụy Sĩ (Schweizer Hitparade)                         | 1               |
| Anh Quốc (OCC)                                        | 8               |
| Hoa Kỳ Billboard Hot 100                              | 1               |
| Hoa Kỳ Adult Contemporary (Billboard)                 | 1               |
| Hoa Kỳ Hot R&B/Hip-Hop Songs (Billboard)              | 1               |
| Bảng xếp hạng (2012)                                  | Vị trí cao nhất |
| Đan Mạch (Tracklisten) bản song ca với Rasmus Seebach | 3               |

| Bảng xếp hạng (1985)                 | Vị trí |
| ------------------------------------ | ------ |
| Belgium (Ultratop 50 Flanders)       | 84     |
| Canada (RPM)                         | 42     |
| Netherlands (Dutch Top 40)           | 82     |
| Netherlands (Single Top 100)         | 39     |
| UK Singles (Official Charts Company) | 99     |
| Bảng xếp hạng (1986)                 | Vị trí |
| Australia (Kent Music Report)        | 35     |
| Austria (Ö3 Austria Top 40)          | 27     |
| Belgium (Ultratop 50 Flanders)       | 45     |
| Canada (RPM)                         | 40     |
| Europe (European Hot 100 Singles)    | 12     |
| France (IFOP)                        | 28     |
| Germany (Official German Charts)     | 49     |
| Italy (FIMI)                         | 28     |
| Netherlands (Dutch Top 40)           | 91     |
| South Africa (Springbok Radio)       | 1      |
| Switzerland (Schweizer Hitparade)    | 8      |
| US Billboard Hot 100                 | 2      |
| US Adult Contemporary (Billboard)    | 2      |
| US Hot R&B/Hip-Hop Songs (Billboard) | 11     |

| Bảng xếp hạng (1980-89)    | Vị trí |
| -------------------------- | ------ |
| Netherlands (Dutch Top 40) | 96     |

| Bảng xếp hạng        | Vị trí |
| -------------------- | ------ |
| US Billboard Hot 100 | 94     |

## Chứng nhận
| Quốc gia | Chứng nhận | Số đơn vị/doanh số chứng nhận |
| --- | ---------- | ----------------------------- |
| Bỉ (BEA) | Vàng       | 100.000                       |
| Canada (Music Canada) | Bạch kim   | 100.000^                      |
| Đan Mạch (IFPI Đan Mạch) | Vàng       | 5.000^                        |
| Đan Mạch (IFPI Đan Mạch) Streaming | Vàng       | 9.000.000^                    |
| Hà Lan (NVPI) | Vàng       | 75.000^                       |
| Ba Lan (ZPAV) | Vàng       | 50.000*                       |
| Hoa Kỳ (RIAA) | Vàng       | 1.000.000^                    |
| * Chứng nhận dựa theo doanh số tiêu thụ. ^ Chứng nhận dựa theo doanh số nhập hàng. ‡ Chứng nhận dựa theo doanh số tiêu thụ và phát trực tuyến. |            |                               |